# Auberge d'Allemagne (La Valette)
Pour les articles homonymes, voir Auberge d'Allemagne.
L’Auberge d'Allemagne (maltais : Berġa tal-Alemanja) est une ancienne auberge hospitalière située à La Valette, à Malte. Elle est construite de 1571 à 1575 pour accueillir des chevaliers hospitaliers venus de la langue d'Allemagne.
L'auberge est abandonnée en 1798, quand l'ordre est expulsé de Malte sous l'occupation française. Dans les années 1830, le bâtiment devient la résidence du juge en chef. L'auberge est démolie en 1839 pour laisser place à la pro-cathédrale anglicane Saint-Paul. L'Auberge d'Allemagne est la seule auberge hospitalière de Malte à avoir été intentionnellement démolie, car les autres auberges démolies l'ont été à la suite de dégâts subis au cours de la Seconde Guerre mondiale. Quelques restes de l'Auberge d'Allemagne subsistent probablement aujourd'hui.
L'auberge a été conçue par l'architecte maltais Ġlormu Cassar, mais la composition architecturale du bâtiments est peu connue.